# Prima o poi me lo sposo
Prima o poi me lo sposo (The Wedding Singer) è un film del 1998 diretto da Frank Coraci.
Commedia romantica scritta da Tim Herlihy con Adam Sandler, Drew Barrymore e Christine Taylor. Il film è stato successivamente adattato in un musical teatrale, The Wedding Singer, che ha debuttato a Broadway nell'aprile 2006. Jon Lovitz ha reinterpretato il personaggio di Jimmi Morre nell'episodio Il cantante per il matrimonio della sesta stagione di The Goldbergs, in cui Sandler, Barrymore e Billy Idol compaiono solamente tramite filmati estratti da Prima o poi me lo sposo.
Le riprese del film si svolsero dal 3 febbraio 1997 al 25 marzo 1997.

## Trama
Nel 1985, Robbie Hart è un cantante per matrimoni a Ridgefield, nel New Jersey, il cui matrimonio con la sua fidanzata Linda si sta avvicinando. Egli incontra e fa amicizia con Julia Sullivan, una nuova cameriera nella sala ricevimenti dove lavora, e promette di cantare al suo matrimonio, anche se il suo fidanzato, uomo d'affari e investitore di obbligazioni Glenn Gulia, non ha ancora fissato una data.
Il giorno del matrimonio di Robbie, sua sorella Kate lo informa mentre aspetta all'altare che Linda ha cambiato idea sul matrimonio, lasciandolo emotivamente devastato e umiliato. Più tardi quel giorno, Linda fa visita a Robbie e rivela di essersi innamorata di lui per le sue ambizioni di essere una rock star, e odia l'idea di essere sposata solo con un cantante di matrimonio. Robbie sprofonda nella depressione, preoccupando i suoi amici e la sua famiglia. Il suo migliore amico Sammy lo convince a tornare al lavoro, ma dà una performance disastrosa e decide di rinunciare ai concerti di matrimonio e rinnega la sua promessa di cantare per Julia quando Glenn finalmente fissa un appuntamento. Tuttavia, Julia lo convince ad aiutarla con la pianificazione e la loro amicizia sboccia. Mentre Robbie trascorre del tempo con Julia, inizia a rendersi conto di quanto sia superficiale Linda. Durante un doppio appuntamento con Julia, Glenn e la cugina di Julia, Holly, Robbie viene a sapere da Glenn che tradisce Julia frequentemente e ha intenzione di continuare dopo che si sono sposati.
Julia e Robbie sono sempre più confusi dai loro sentimenti sempre più profondi l'uno per l'altro. Quando Holly dice a Robbie che Julia sta per sposare Glenn per i suoi soldi, lui persegue senza successo un lavoro in una banca. Julia è costernata dal suo materialismo, e quando lui l'accusa dello stesso, lei si arrabbia con lui. Depresso, decide di seguire l'esempio di Sammy di avere solo relazioni superficiali con le donne, in risposta a cui Sammy confida di essere infelice e incoraggia Robbie a dire a Julia come si sente. Nel frattempo, Julia confida a sua madre di essersi disinnamorata di Glenn e di aver sviluppato dei sentimenti per Robbie, e scoppia a piangere pensando di diventare la "signora Julia Gulia". Robbie arriva per dichiarare i suoi sentimenti e la vede attraverso la finestra della sua camera da letto nel suo abito da sposa, dove si guarda felicemente allo specchio fingendo di aver appena sposato Robbie, ma Robbie presume che stia pensando a Glenn.
Con il cuore spezzato, Robbie esce per ubriacarsi e trova Glenn nel bel mezzo della sua festa di addio al celibato pre-matrimonio, a braccetto con un'altra donna. Dopo uno scambio acceso, Glenn prende a pugni Robbie e lo prende in giro. Robbie barcolla a casa e trova Linda che lo aspetta con voglia di riconciliarsi e sviene. La mattina seguente, lei risponde alla porta e si presenta come sua fidanzata a Julia mortificata. Corre da Glenn, che sta dormendo sugli eventi della notte precedente, e gli dice che vuole sposarsi immediatamente. Si offre felicemente di portarla a Las Vegas.
Robbie si sveglia e, dopo essersi scrollato di dosso i postumi della notte precedente, rifiuta la superficiale riconciliazione di Linda e la caccia via. Alla festa del 50º anniversario di matrimonio della sua vicina Rosie, alla quale dava lezioni di canto, si rende conto di voler invecchiare con Julia e, incoraggiato da Rosie, decide di seguirla. Proprio in quel momento, Holly arriva e lo informa dell'incontro di Julia con Linda, quindi Robbie si precipita all'aeroporto e ottiene un biglietto di prima classe per Las Vegas.
Dopo aver raccontato la sua storia ai suoi empatici compagni di viaggio, tra cui Billy Idol, scopre che Glenn e Julia sono sullo stesso volo. Con l'aiuto di Billy e del personale di volo, Robbie, canta all'altoparlante, una canzone che ha scritto, intitolata : "Grow Old With You", dedicata a Julia. Mentre Robbie entra nella cabina principale cantando, Glenn cerca di aggredirlo solo per essere ostacolato e spinto in un bagno dagli assistenti di volo con l'aiuto di Billy e di un fan sovrappeso. Robbie e Julia ammettono il loro amore reciproco e si scambiano un bacio. Billy, impressionato dalla canzone di Robbie, si offre di parlare di lui ai dirigenti della sua casa discografica.
Successivamente, Robbie e Julia si sposano e i compagni della band di Robbie si esibiscono al loro matrimonio.

## Colonna sonora
Ci sono due colonne sonore per The Wedding Singer, chiamate The Wedding Singer e The Wedding Singer Volume 2, distribuite entrambe nel 1998. Il film contiene molte scene di canto ai matrimoni, con le canzoni eseguite dagli attori. Gli album della colonna sonora, per la maggior parte, contengono le versioni originali delle canzoni. Solo per "Rapper's Delight" è stata usata la versione del film (cantata da Ellen Dow), proposta in combinazione col disco originale.
L'elenco delle canzoni del primo album è:
1. Video Killed the Radio Star (originalmente eseguita dai The Buggles), nella versione dei The Presidents of the United States of America
2. Do You Really Want to Hurt Me, eseguita dai Culture Club
3. Every Little Thing She Does Is Magic, eseguita dai The Police
4. How Soon Is Now?, eseguita dai The Smiths
5. Love My Way, eseguita dai The Psychedelic Furs
6. Hold Me Now, eseguita dai Thompson Twins
7. Everyday I Write the Book, eseguita da Elvis Costello
8. White Wedding, eseguita da Billy Idol
9. China Girl, eseguita da David Bowie
10. Blue Monday, eseguita dai New Order
11. Pass the Dutchie, eseguita dai Musical Youth
12. Have You Written Anything Lately? dialogo tra Adam Sandler e Drew Barrymore
13. Somebody Kill Me, scritta da Adam Sandler e Tim Herlihy, eseguita da Adam Sandler
14. Rapper's Delight (medley), eseguita dai The Sugarhill Gang e Ellen Dow

L'elenco delle canzoni del secondo album è:
1. Too Shy, eseguita dai Kajagoogoo
2. It's All I Can Do, eseguita dai The Cars
3. True, eseguita dagli Spandau Ballet
4. Space Age Love Song, eseguita dai A Flock of Seagulls
5. Private Idaho, eseguita dai The B-52s
6. Money (That's What I Want), eseguita dai The Flying Lizards
7. You Spin Me Round (like a Record), eseguita dai Dead or Alive
8. Just Can't Get Enough, eseguita dai Depeche Mode
9. Love Stinks, eseguita dai The J. Geils Band
10. You Make My Dreams, eseguita dagli Hall & Oates
11. Holiday, eseguita da Madonna
12. Grow Old With You, scritta da Adam Sandler e Tim Herlihy, eseguita da Adam Sandler

Canzoni che vengono ascoltate nel film, ma non sono incluse nella colonna sonora sono:
- Der Kommissar, eseguita dai After the Fire
- 99 Luftballons, eseguita da Nena
- Till There Was You, scritta da Meredith Willson, eseguita da Ellen Dow
- Don't Stop Believin' (originalmente eseguita dai Journey)
- Boys Don't Cry, eseguita dai The Cure
- All Night Long (All Night), eseguita da Lionel Richie
- That's All, scritta da Alan Brandt & Bob Haymes, cantata da Adam Sandler
- Ladies' Night (originalmente eseguita dai Kool & the Gang), cantata da Jon Lovitz
- Do You Believe in Love, eseguita dagli Huey Lewis and the News
- Jam on It, eseguita dai Newcleus
- Miami Vice Theme, eseguita da Jan Hammer
- Hungry Heart, eseguita da Bruce Springsteen
- The Goofball Brothers Show, scritta ed eseguita da Sourcerer
- Wake Me Up Before You Go-Go, eseguita dai Wham!

## Accoglienza

### Incassi
Il film, girato con un budget di 18 milioni di dollari, ne ha incassati 123 306 987 a livello mondiale. Nella classifica USA è il secondo incasso del 1998, con 18 865 080 dollari, dopo Titanic.

### Critica
Il film ha ricevuto generalmente critiche positive. Rotten Tomatoes gli dà un punteggio di 67% basato sulle recensioni di 61 critici, con un punteggio medio di 6.1/10.

## Riconoscimenti
- 1998 - MTV Movie Awards
  - Miglior bacio (Adam Sandler e Drew Barrymore)
  - Nomination Miglior coppia (Adam Sandler e Drew Barrymore)
  - Nomination Miglior performance comica a Adam Sandler
- 1999 - Blockbuster Entertainment Awards
  - Miglior attore in un film commedia a Adam Sandler
  - Nomination Miglior attrice in un film commedia a Drew Barrymore
- 1999 - Premio Chlotrudis
  - Nomination Miglior attrice a Drew Barrymore